# フィリップ・チャールズ・ハビブ

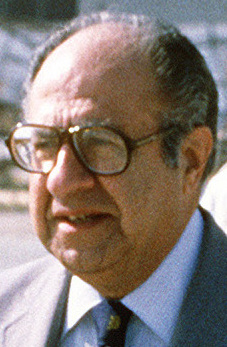
フィリップ・ハビブ

フィリップ・チャールズ・ハビブ（Philip Charles Habib, 1920年2月25日 - 1992年5月25日）は、アメリカ合衆国の外交官。主にベトナム、韓国、中東、中米で活動した。

## 生涯
ニューヨーク州ニューヨークのブルックリン区にて誕生。ベンソンハースト地区にて幼少期を過ごした。両親はレバノン系であり、マロン派の東方典礼カトリック教徒であった。配送業の店員として生活費を稼ぎ、1942年にアイダホ大学森林野生動物学部を卒業。1946年までアメリカ合衆国陸軍に従軍し、大尉まで昇任した。1952年、カリフォルニア大学バークレー校で農業経済学の修士号を取得。国務省採用試験に合格し、国務省に入省。
外交官としてのキャリアは1949年から開始。カナダ、ニュージーランド、韓国、ソマリア、南アフリカ、南ベトナムに駐在。1967年6月から1969年5月まで東アジア・太平洋担当国務副次官補。1968年、ベトナム和平交渉にアメリカ代表団のメンバーとして参加。1971年10月までパリ平和会議に参加。
1971年から1974年まで駐韓大使。1973年の金大中事件に際しては、金大中救出のために仲裁に入った。1974年から1976年まで東アジア・太平洋担当国務次官補。1976年から1978年まで政治担当国務次官。1978年のエジプト＝イスラエル間のキャンプ・デービッド合意では仲介役の筆頭を務めた。
1978年、心臓発作を3度起こし、在外生活から引退。常駐外交官の肩書きでミシガン大学の教職に就任。1979年、特別顧問として公職に復帰。1981年、ロナルド・レーガン大統領の指名によりレバノン内戦を沈静化するため中東特使に赴任。ベイルート包囲戦の際はパレスチナ解放機構の協力を得てベイルートを脱出し、和平交渉に当たった。1982年、レバノン和平交渉の功績を評価され、文民に対する最高勲章である大統領自由勲章を受章。
1986年初頭、レーガン大統領の指示によりフィリピンを訪問。フェルディナンド・マルコス大統領に対して辞任を促した。1986年3月、レーガン大統領から中米特使に任命され、ニカラグアの紛争解決に当たった。このときレーガン政権の強硬派はハビブの地位や知名度を利用して軍事的解決を試み、資金調達を図ってイラン・コントラ事件を引き起こした。
ハビブは中米特使として、コスタリカの新大統領オスカル・アリアスによる民主化計画の策定を支援した。初期のアリアス大統領の計画にはいくつかの欠点があり、ハビブはその修正を働きかけた。アリアス大統領はハビブについて「他の中米諸国に対する、我が大使となってくれた」と言及した。1987年8月7日、中米5カ国の大統領はアリアス大統領の計画に大筋で合意した。その後ハビブは更なる交渉のため、ニカラグア大統領ダニエル・オルテガと直接会談することを希望した。しかしながらレーガン大統領はそれを拒否した。ハビブはレーガン大統領に失望し、中米特使を辞任した。
1992年、フランスのピュリニィ・モンラッシェでの休暇中、心臓発作により死亡。